# Драгомир Братић
Драгомир Братић (Шабац, 1. децембра 1977) је српски клавирски педагог. 

## Биографија
Клавир је почео да свира са четрнаест година. Матурирао је у Музичкој школи “Јосип Славенски” у Београду у класи Злате Попарић као ђак генерације. Дипломирао је на катедри за клавир и магистрирао на катедри за камерну музику (клавирски дуо) на Факултету музичке уметности у Београду у класама Нинослава Живковића и Зорице Ћетковић. Усавршавао се на мајсторским курсевима: Арба Валдме, Игора Ласка, Павела Нерсесјана, Наталије Трул.
Члан је Удружења музичких уметника Србије од 2005. године. Био је руководилац је управног одбора Међународног такмичења младих пијаниста у Шапцу од 2007-2015. Од 2016. године члан је организационог одбора Међународног такмичења "Даворин Јенко" у Београду. Директор је републичког такмичења музичких и балетских школа Србије од 2011. године. Члан је жирија на скоро свим домаћим такмичењима и на такмичењима у Словенији, Италији, Чешкој, Немачкој, Грузији, Северној Македонији, Мађарској, Босни и Херцеговини, Пољској и Француској. 
По оригиналности приступа раду са децом спада у ред најталентованијих педагога. Добитник је бројних иностраних и домаћих признања за свој педагошки рад. Држи редовно мастер класове у Србији, Хрватској, Босни и Херцеговини, Словенији, Чешкој, Мађарској, Пољској, Русији и Великој Британији. Председник је клавирске секције Београда од 2016. године.
Аутор је уџбеника Музичка култура за први разред основне школе издавачке куће БИГЗ.
Његови ученици су свирали у свим престижним салама Србије и у многим престижним концертним дворанама у иностранству.
Издавачка кућа "КЛЕТ" га је уврстила у 1000 најзначајнијих стваралаца у предуниверзитетском образовању.

## Награде и признања
Његови ученици су до сада освојили преко 800 првих и специјалних награда (лауреата) на домаћим и такмичењима у Италији, Словенији, Француској, Босни и Херцеговини, Северној Македонији, Румунији, Шведској, Чешкој, Аустрији, Грузији, Мађарској, Словачкој, Немачкој и Америци. Интензивно концертира у клавирском дуу са Катарином Крпан. У БГ клавирском дуу је победио на такмичењу "Лудвиг ван Бетовен" у Аустрији (Беч, 2018.), Интернационалном Московском такмичењу у Русији (2020.) и такмичењу у Мађарској (Будимпешта, 2021.).  Званични је клавирски сарадник дечјег хора Радио телевизије Србије "Колибри". 